# Audi V8

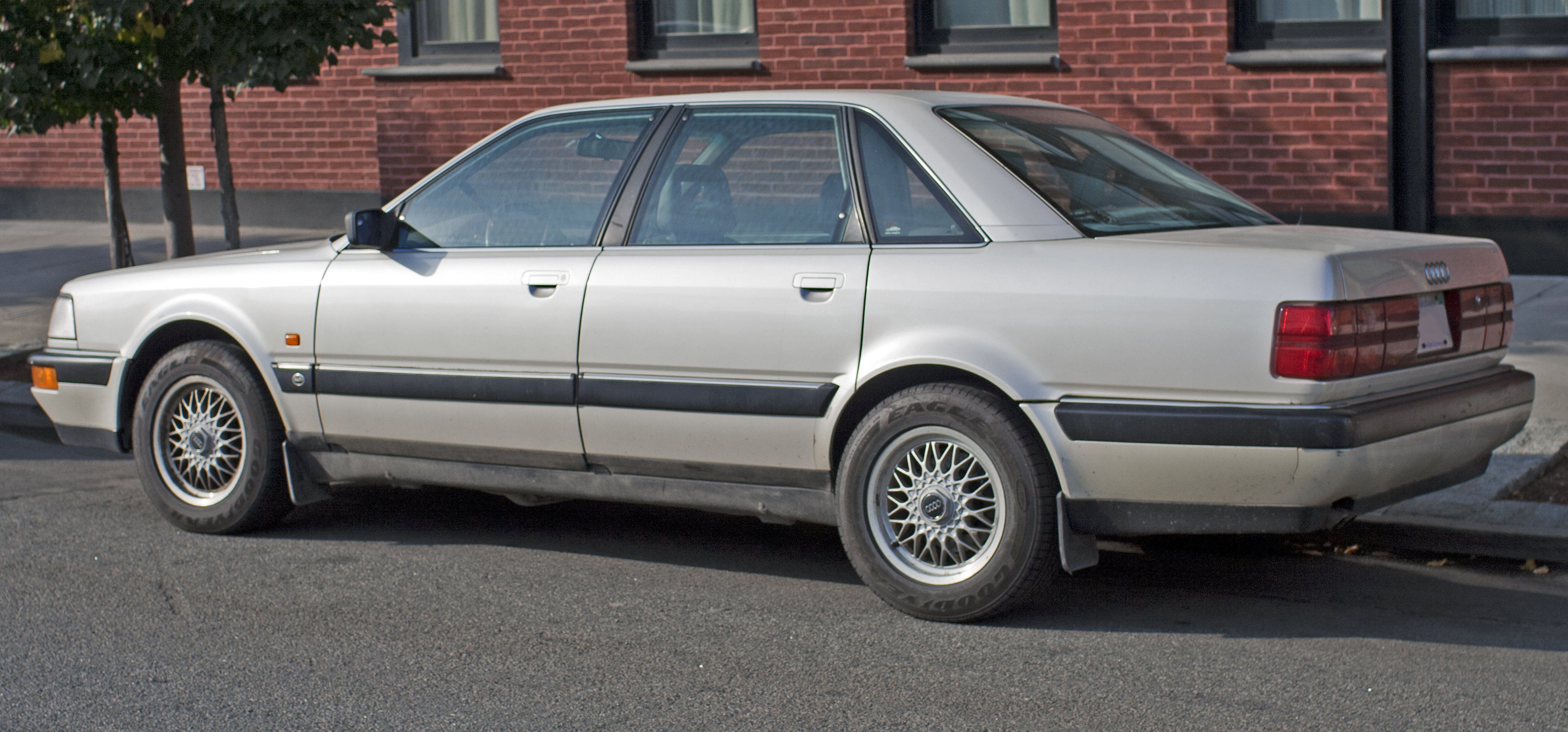
Audi А8

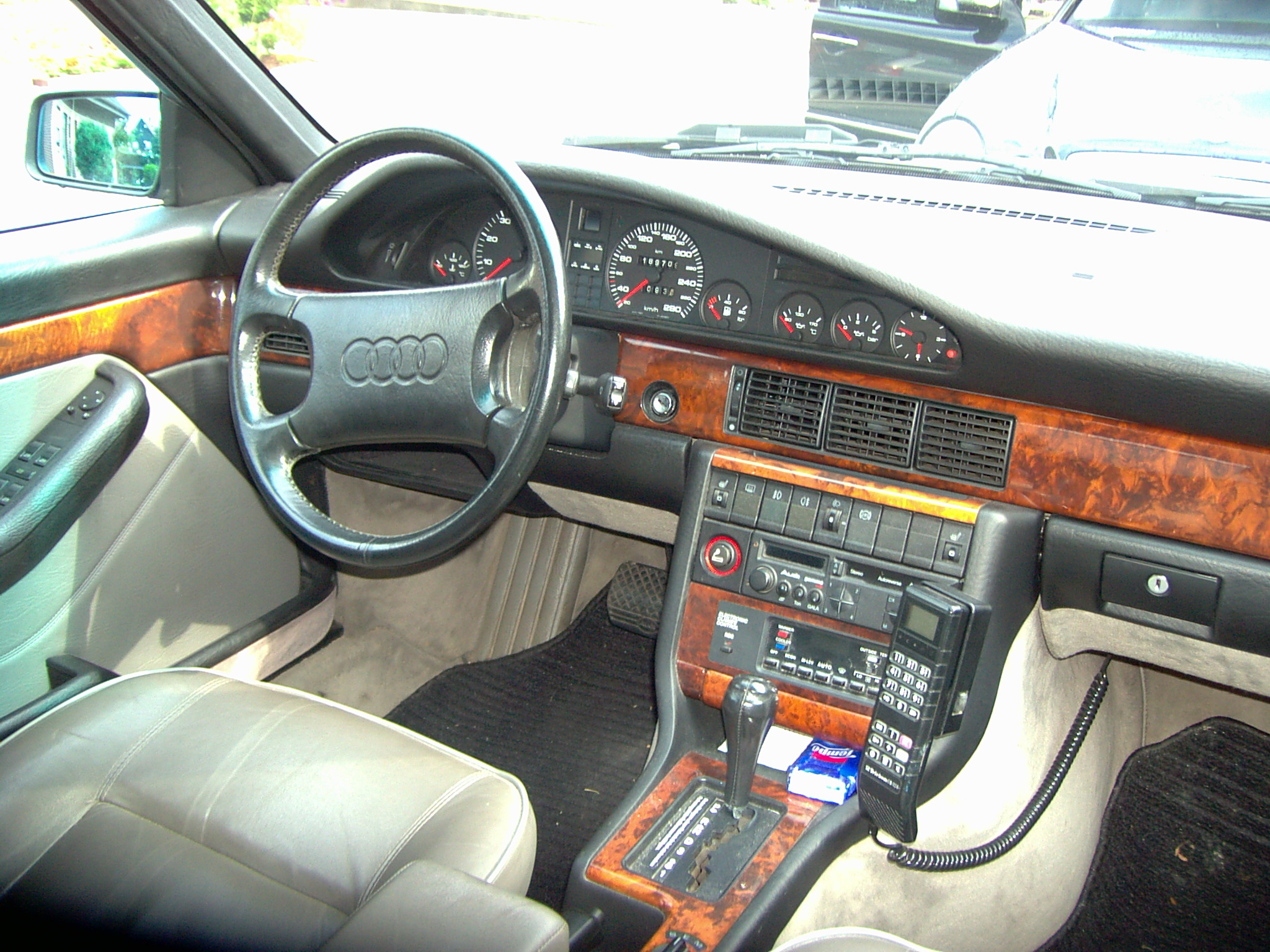
Audi А8

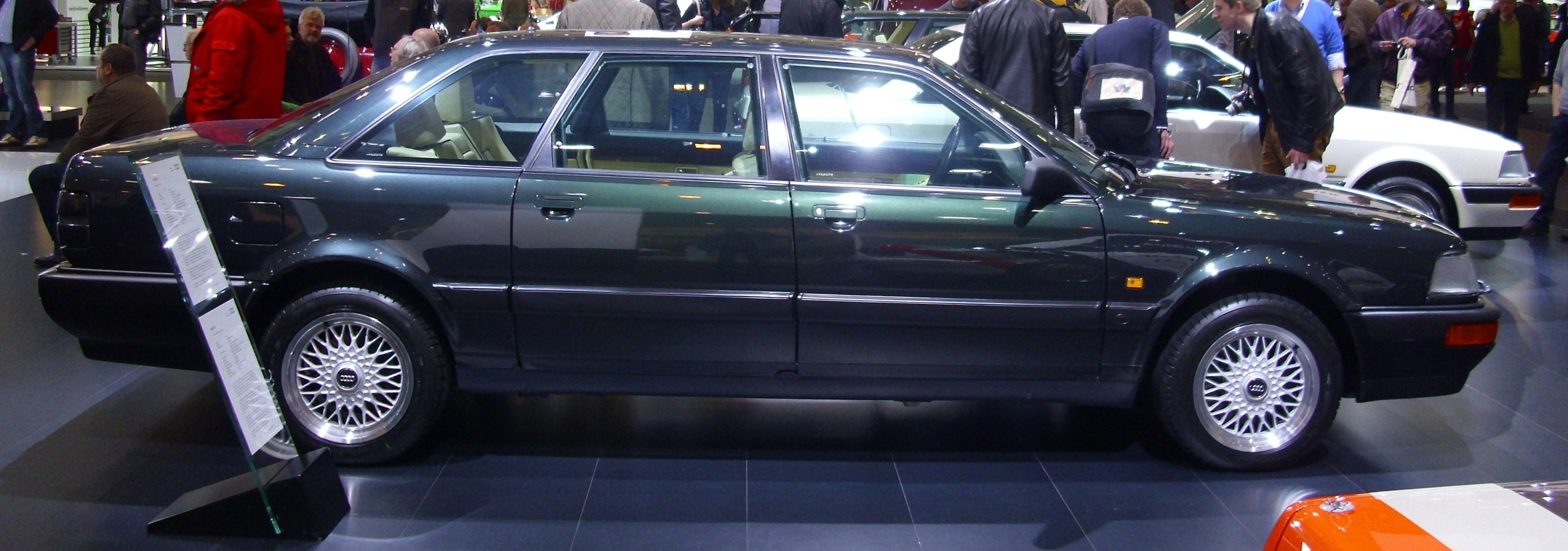
Audi А8 L

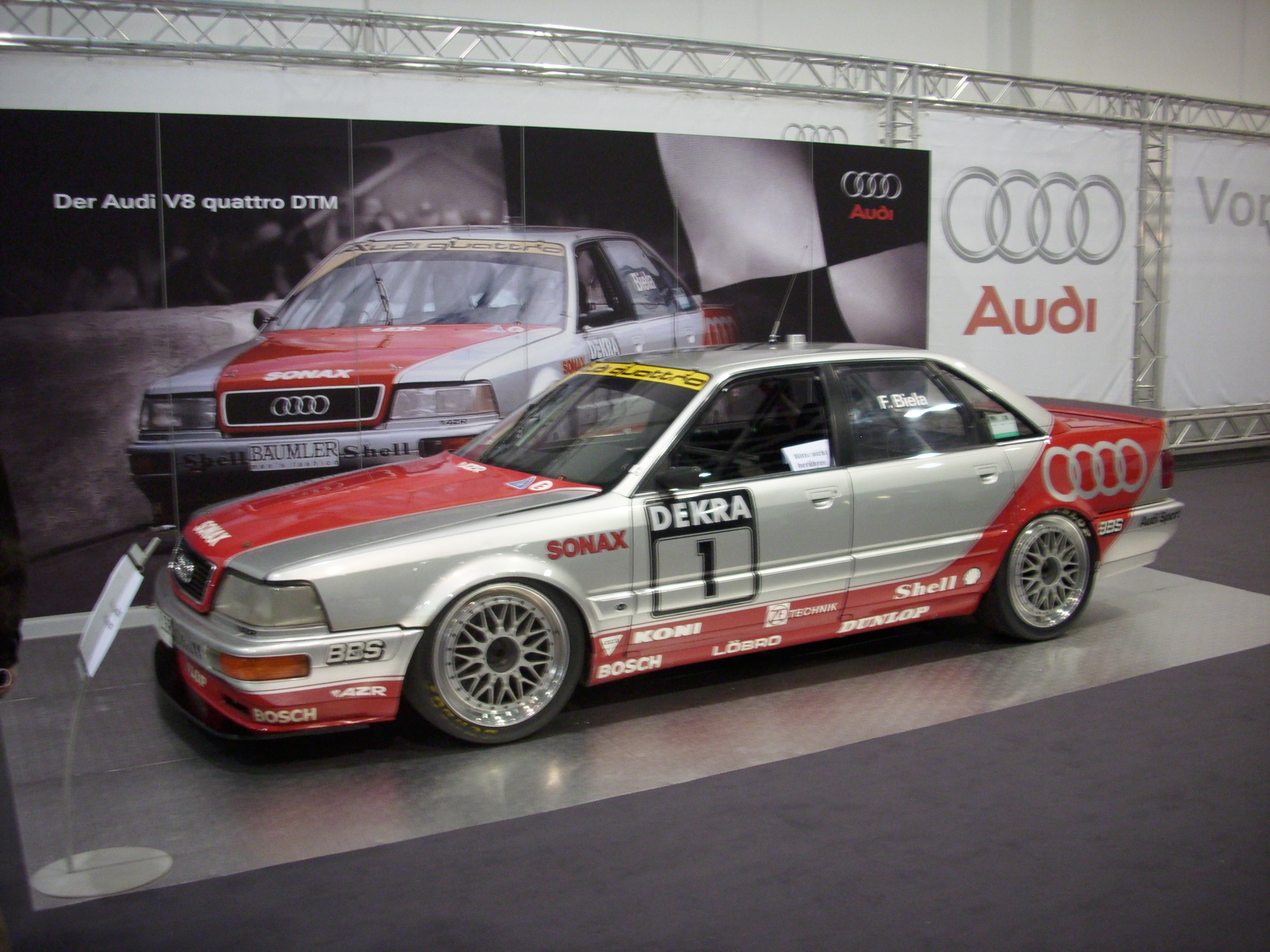
Audi А8 DTM

Audi А8 (Typ 44/Typ 4C) — автомобіль бізнес-класу виробництва Audi AG у версіях «седан», «лонг» (серійний лімузин) та «універсал» (серійно не випускався). Обладнаний потужним восьмициліндровим двигуном та АКПП із системою Quattro-3. Вироблявся протягом 1988—1994 років як топова модель «Audi». Був першим автомобілем цього автовиробника, назва якого вказує на тип двигуна.
Всього з конвеєра зійшли 16648 авто з двигуном 3.6 та близько 5000 з двигуном 4.2, а також у 1993 році — певна кількість авто з механічною 6-ступеневою КПП.

## Опис моделі
Випуск V8 стартував в 1988 році. Побудований на розтягнутій платформі седана Audi 100 автомобіль мав довжину 4861 мм в модифікації з короткою базою і 5109 мм в модифікації з подовженою базою. Двигуни — 3.6 л PT V8 (250 сил, 340 ньютон-метрів) і 4.2 л ABH V8 (280 к.с., 400 Нм). Перший агрегат комплектувався з п'ятиступінчастою «механікою» і чотирьохдіапазонним «автоматом» ZF, а другий — з шестиступеневою ручною та автоматичною коробками перемикання передач. Виробництво повнопривідного седана c міжосьовим диференціалом Torsen припинилося в 1993 році.

## Audi V8 переможець DTM
У 1990 році «Audi AG» вперше брала участь у німецькому чемпіонаті серійних автомобілів (DTM). Переможцем сезону став Ганс-Йоахим Штук на Audi V8. Наступного року Френк Біела за кермом Audi цієї ж моделі успішно захистив чемпіонський титул.

## Зноски
1. ↑  http://www.drive.ru/audi/news/2009/12/01/2953271/tyaga__na_zapad.html [Архівовано 12 лютого 2010 у Wayback Machine.] Audi A8